# 스피릿 MC 12
스피릿 MC 12 헤비급 그랑프리 개막전은 스피릿 MC가 개최한 종합격투기 대회로, 2007년 8월 19일 대한민국 서울 장충체육관에서 열렸다.
주요 대진은 헤비급 챔피언인 데니스 강의 상대를 찾기 위한 헤비급 그랑프리의 8강전과 웰터급 잠정 챔피언 이광희와 권아솔의 챔피언전이다. 헤비급 그랑프리에는 신인 토너먼트에서 우승을 차지한 정철현과 데니스 강과 한 차례 챔피언전을 치른 적이 있는 최정규, 전일본유도선수권대회에서 3회 우승한 바 있는 요시다 도장의 무라타 류이치 등이 출전했다.

## 대진 결과
| 대진                          | 내용                                        | 규칙           | 경기                   |
| ----------------------------- | ------------------------------------------- | -------------- | ---------------------- |
| 소재현 vs. 김남선 (승)        | 2회 종료 후 심판 전원일치 판정승            | 2회 (연장없음) | 웰터급 스페셜 매치     |
| 남기영 vs. 김승환 (승)        | 2회 종료 후 심판 전원일치 판정승            | 2회 (연장없음) | 웰터급 스페셜 매치     |
| 김윤영 (승) vs. 안승렬¹       | 1회 1분 33초 트라이앵글 쵸크에 의한 탭아웃  | 2회 (연장없음) | 미들급 스페셜 매치     |
| 신동우 vs. 무라타 류이치 (승) | 1회 18초 펀치 연타에 의한 KO                | 2회 (연장있음) | 헤비급 그랑프리 8강전  |
| 정철현 vs. 켈빈 피티얼 (승)   | 2회 3분 57초 펀치 연타에 의한 레프리스톱    | 2회 (연장있음) | 헤비급 그랑프리 8강전  |
| 김재영 (승) vs. 천길명        | 1회 1분 13초 펀치 연타에 의한 레프리스톱    | 2회 (연장있음) | 헤비급 그랑프리 8강전  |
| 최정규 (승) vs. 이둘희        | 1회 3분 21초 크로스 암바에 의한 탭아웃      | 2회 (연장있음) | 헤비급 그랑프리 8강전  |
| 백종권 vs. 김호진 (승)        | 2회 종료 심판 전원일치 판정승               | 2회 (연장없음) | 미들급 스페셜 매치     |
| 이광희 (승) vs. 권아솔        | 연장전 2분 46초 펀치 연타에 의한 레프리스톱 | 3회 (연장있음) | 웰터급 챔피언 타이틀전 |

1. 원래 그랑프리에 출전하기로 했던 로스 에바네즈의 부상으로 김윤영의 상대는 안승렬로 교체되었다.

## 참조
1. ↑  스피릿MC 12 - 선수 변경 긴급공지 보관됨 2007-09-27 - 웨이백 머신 - 스피릿MC